# Senjang-Taosziani nemzetközi repülőtér
A Senjang-Taosziani nemzetközi repülőtér (IATA: SHE, ICAO: ZYTX) nemzetközi repülőtér Kínában, Senjang közelében. Éves utasforgalma 9 387 281 fő (2022).

## Futópályák
A repülőtér futópályái: 

## Forgalom
Az utasforgalom az elmúlt években az alábbi módon változott:
| Utasok száma | 2 420 455 | 2 652 340 | 4 560 162 | 6 190 448 | 8 619 897 | 11 011 800 | 12 680 118 | 17 342 626 | 13 181 482 | 9 387 281 |
|              | 2000      | 2002      | 2005      | 2007      | 2010      | 2012       | 2015       | 2017       | 2020       | 2022      |

## Légitársaságok és úticélok
2024-ben a Senjang-Taosziani nemzetközi repülőtérről az alábbi járatok indulnak:

### Személy
| Légitársaság             | Célállomások |
| ------------------------ | --- |
| 9 Air                    | Guangzhou, Guiyang, Wuxi, Zhengzhou |
| Air Chang'an             | Xi'an |
| Air China                | Beijing–Capital, Beijing–Daxing, Chengdu–Shuangliu, Chengdu–Tianfu, Chongqing, Hohhot, Kunming, Wuhan, Yuncheng |
| Air Guilin               | Guilin |
| Air Koryo                | Phenjan |
| Air Travel               | Changsha, Guilin, Kunming, Yantai |
| Beijing Capital Airlines | Fuzhou, Haikou, Hengyang, Heze, Kunming, Lanzhou, Lijiang, Linyi, Qingdao, Sanya, Shijiazhuang, Wuhan, Xuzhou |
| Chengdu Airlines         | Baotou, Beihai, Changsha, Chengdu–Shuangliu, Chengdu–Tianfu, Guiyang, Haikou, Hefei, Hengyang, Jining, Kunming, Lianyungang, Luliang, Sanya, Wuhan, Yancheng, Zhengzhou |
| China Eastern Airlines   | Changzhou, Chengdu–Shuangliu, Hangzhou, Hefei, Huai'an, Kunming, Moscow–Sheremetyevo, Nanchang, Nanjing, Ningbo, Ordos, Qingdao, Shanghai–Hongqiao, Shanghai–Pudong, Tengchong, Wuhan, Wuxi, Xi'an, Xining, Xinyang, Yancheng, Yinchuan, Zhanjiang |
| China Express Airlines   | Baotou, Chongqing, Hohhot, Holingol, Ulanhot |
| China Southern Airlines  | Bangkok–Suvarnabhumi, Beijing–Daxing, Busan, Changsha, Chengdu–Shuangliu, Chongqing, Frankfurt, Guangzhou, Guilin, Guiyang, Haikou, Hangzhou, Hohhot, Hong Kong, Jiamusi, Jinan, Jixi, Kunming, Lanzhou, Los Angeles, Mudanjiang, Nagoja–Centrair, Nanjing, Nanning, Ningbo, Oszaka–Kanszai, Qingdao, Rizhao, San Francisco, Sanya, Seoul–Incheon, Shanghai–Pudong, Shenzhen, Shihezi, Tacheng, Taipei–Taoyuan, Tokió–Narita, Urumqi, Wuhan, Xiamen, Xi'an, Xining, Yan'an, Yichun (Heilongjiang), Yiwu, Zhengzhou, Zhuhai Szezonális: Vladivostok |
| Donghai Airlines         | Shenzhen, Zhoushan |
| Garuda Indonesia         | Charter: Denpasar |
| GX Airlines              | Fuyang, Yichang |
| Hainan Airlines          | Changsha, Guangzhou, Haikou, Hangzhou, Hefei, Jinan, Sanya, Shenzhen, Taiyuan, Urumqi, Weifang, Wuhan, Xiamen, Xi'an |
| Hebei Airlines           | Changsha, Chongqing, Guiyang, Haikou, Shijiazhuang |
| IrAero                   | Charter: Irkutsk |
| Jiangxi Air              | Hangzhou, Jinan, Nanchang |
| Juneyao Air              | Hailar, Nanjing, Shanghai–Pudong |
| Korean Air               | Seoul–Incheon |
| Kunming Airlines         | Changsha, Xishuangbanna |
| Lanmei Airlines          | Sihanoukville |
| Loong Air                | Chengdu–Tianfu, Jinggangshan, Kunming, Linyi, Ningbo, Taiyuan, Weihai, Xuzhou |
| Lucky Air                | Kunming, Xishuangbanna |
| Mandarin Airlines        | Taipei–Taoyuan |
| Okay Airways             | Changsha, Qingdao, Taiyuan |
| Qingdao Airlines         | Changzhou, Chongqing, Guiyang, Haikou, Luoyang, Qingdao, Yangzhou |
| Ruili Airlines           | Changsha, Chengdu–Tianfu, Datong, Fuzhou, Hohhot, Holingol, Kunming, Lanzhou, Lianyungang, Mangshi, Nantong, Sihanoukville, Tangshan, Wuhan, Wuxi, Xi'an, Xinzhou |
| Scoot                    | Singapore |
| Shandong Airlines        | Chongqing, Dongying, Guiyang, Hefei, Jinan, Kunming, Qingdao, Shenzhen, Taiyuan, Xiamen, Xuzhou, Yantai |
| Shanghai Airlines        | Jining, Shanghai–Hongqiao, Shanghai–Pudong, Weihai |
| Shenzhen Airlines        | Changsha, Changzhou, Fuzhou, Guangzhou, Guilin, Guiyang, Haikou, Hefei, Hohhot, Huizhou, Linyi, Nanchang, Nanjing, Nanning, Nantong, Quanzhou, Sanya, Shanghai–Pudong, Shenzhen, Taipei–Taoyuan, Taiyuan, Taizhou, Wenzhou, Wuhan, Wuxi, Xiamen, Xi'an, Xiangyang, Xining, Yangzhou, Yantai, Yichang, Zhengzhou, Zhuhai |
| Sichuan Airlines         | Chengdu–Shuangliu, Chengdu–Tianfu, Chongqing, Kunming, Sanya, Taiyuan, Xi'an, Xichang, Xuzhou |
| Sky Angkor Airlines      | Charter: Siem Reap |
| Spring Airlines          | Beihai, Changzhou, Chongqing, Fuzhou, Handan, Hangzhou, Hefei, Jeju, Jieyang, Jinan, Lanzhou, Linyi, Luoyang, Nanchang, Nanjing, Ningbo, Oszaka–Kanszai, Sanya, Seoul–Incheon, Shanghai–Pudong, Shaoyang, Shenzhen, Shijiazhuang, Weihai, Xiamen, Xi'an, Yangzhou, Zhanjiang, Zhengzhou, Zhuhai |
| Tianjin Airlines         | Chifeng, Erenhot, Xi'an, Yulin (Shaanxi) |
| Thai Vietjet Air         | Bangkok-Suvarnabhumi |
| Tibet Airlines           | Chengdu–Shuangliu, Xi'an |
| T'way Air                | Seoul–Incheon |
| Uni Air                  | Taipei–Taoyuan |
| VietJet Air              | Nha Trang |
| Vietnam Airlines         | Charter: Nha Trang, Hanoi |
| West Air                 | Chongqing, Rizhao |
| XiamenAir                | Changsha, Fuzhou, Hangzhou, Huai'an, Qingdao, Quanzhou, Shenzhen, Xiamen |

### Cargo
| Légitársaság          | Célállomások                                |
| --------------------- | ------------------------------------------- |
| China Postal Airlines | Dalian, Dandong, Shanghai–Hongqiao, Weifang |
| Lufthansa Cargo       | Frankfurt, Krasnoyarsk, Tokió–Narita        |